# Lưu Trung Đức
Lưu Trung Đức (5 tháng 5 năm 1933 – 25 tháng 5 năm 2012) là chính khách nước Cộng hòa Nhân dân Trung Hoa. Ông giữ chức Bộ trưởng Bộ Văn hóa từ tháng 12 năm 1992 đến tháng 3 năm 1998, Phó Trưởng Ban Tuyên truyền Trung ương từ tháng 6 năm 1990 đến 1998, Phó Tổng Thư ký Quốc vụ viện từ tháng 5 năm 1988 đến tháng 7 năm 1990 và Phó Chủ nhiệm Ủy ban Giáo dục Nhà nước từ tháng 6 năm 1985 đến tháng 5 năm 1988.

## Tiểu sử
Lưu Trung Đức sinh tháng 5 năm 1933 tại huyện Tập An, tỉnh Cát Lâm trong thời kỳ Mãn Châu quốc. Ông thi vào Đại học Công nghiệp Cáp Nhĩ Tân năm 1953. Năm 1959, ông tốt nghiệp và ở lại trường giảng dạy. Năm 1962, ông được chuyển đến Đại học Đông Nam.
Tháng 6 năm 1985, Lưu Trung Đức được bổ nhiệm làm Phó Chủ nhiệm kiêm Tổng Thư ký Ủy ban Giáo dục Nhà nước. Tháng 5 năm 1988, ông được bổ nhiệm giữ chức Phó Tổng Thư ký Quốc vụ viện. Tháng 6 năm 1990, ông chuyển sang làm Phó Trưởng Ban Tuyên truyền Trung ương. Tháng 9 năm 1992, ông kiêm nhiệm chức vụ Phó Bí thư Ban Cán sự Đảng, Thứ trưởng Bộ Văn hóa.
Tháng 11 năm 1992, ông được bổ nhiệm làm Bí thư Ban Cán sự Đảng, quyền Bộ trưởng Bộ Văn hóa kiêm Phó Trưởng Ban Tuyên truyền Trung ương. Tháng 3 năm 1993, Lưu Trung Đức được bầu giữ chức Bộ trưởng Bộ Văn hóa.
Tháng 3 năm 1998, Lưu Trung Đức được bầu làm Ủy viên Thường vụ Chính hiệp toàn quốc, Chủ nhiệm Ủy ban Giáo dục Khoa học, Văn hóa, Y tế và Thể thao của Chính hiệp toàn quốc khóa IX nhiệm kỳ 1998–2003. Tháng 3 năm 2003, ông tái đắc cử chức vụ Ủy viên Thường vụ Chính hiệp toàn quốc, Chủ nhiệm Ủy ban Giáo dục Khoa học, Văn hóa, Y tế và Thể thao của Chính hiệp toàn quốc khóa X nhiệm kỳ 2003–2008. Tháng 3 năm 2008, Lưu Trung Đức thôi giữ chức vụ Chủ nhiệm Ủy ban Giáo dục Khoa học, Văn hóa, Y tế và Thể thao, thay thế ông ở chức vụ này là Từ Quan Hoa.
Ngày 25 tháng 5 năm 2012, Lưu Trung Đức qua đời ở Bắc Kinh.
Ông là đại biểu dự Đại hội đại biểu toàn quốc Đảng Cộng sản Trung Quốc khóa XIII, XIV, XV và Ủy viên Ban Chấp hành Trung ương Đảng Cộng sản Trung Quốc khóa XIV, XV.